# Ajmán az-Zaváhiri
Ajmán az-Zaváhiri (Maadi, 1951. június 19. – Kabul, 2022. július 31.) egyiptomi orvosból lett radikális iszlamista, az al-Káida terrorszervezet vezetője Oszáma bin Láden halála után. Fiatalon csatlakozott az iszlám fundamentalista mozgalmakhoz, majd részt vett az egyiptomi iszlám dzsihadban. 1998-ban összeolvadt szervezete az al-Káidával. Ideológusa volt a globális dzsihádnak, és kulcsszerepet játszott a 2001. szeptember 11-i támadások előkészítésében. Hosszú bujkálás után 2022-ben amerikai dróntámadás végzett vele Afganisztánban.